# Mohammed Nabus
Mohammed Nabus (arabisch محمد نبوس, DMG Muḥammad Nabūs; * 27. Februar 1983; † 19. März 2011 in Bengasi, Libyen), auch bekannt unter dem Pseudonym „Mo“, war ein Blogger und Ziviljournalist in Bengasi.

## Leben
Zur Unterstützung des Aufstands in Libyen 2011 gründete Nabbous, von Beruf Elektro- und Computertechniker, im Februar 2011 den internetbasierten Fernsehsender Libya Al-Hurra TV, welcher die erste private Fernsehstation in Bengasi war. 
Als in Bengasi der Nationale Übergangsrat gebildet wurde, errichtete Nabbous in dessen Gebäude sein Studio. Er selbst wurde offenbar Mitglied des Nationalen Übergangsrates, der einen Teil seiner Mitglieder geheim hielt.
Der Korrespondent des Nachrichtenmagazins Der Spiegel Clemens Höges bezeichnete Nabbous anlässlich einer Reportage im eingekesselten Bengasi als „vielleicht wichtigsten Mann in der Revolution“.
Am 19. März 2011 wurde er bei einer Fahrt für die Aufnahme von Kriegslärm in Bengasi von einer Kugel tödlich getroffen.
Nabbous hinterließ seine schwangere Frau Perdita, die seine Arbeit weiterführen möchte.
Libya Alhurra hat mittlerweile den regulären Sendebetrieb aufgenommen und ist über Satellit in ganz Libyen zu empfangen.